# Cecilia Krull
Pour les articles homonymes, voir Krull.
Cecilia Krull est une chanteuse et parolière espagnole, née le 29 juin 1986 à Madrid.
Elle est surtout connue comme interprète du générique de la série télévisée La casa de papel.

## Biographie
Cecilia Krull López naît le 29 juin 1986 à Madrid,. De nombreux membres de sa famille ont une activité musicale. Musiciens non professionnels, son père, français, joue du piano, et sa mère pratique le chant. Elle a de la famille dans le Pas-de-Calais. À l'âge de 7 ans et jusqu'à 14 ans, Cecilia Krull chante et double des personnages en espagnol pour des productions Disney,. Durant plusieurs années, elle se produit dans des bars, des cafés et des salles de concert.
En 2009, elle fait la rencontre du compositeur Manel Santisteban, avec lequel elle travaille à plusieurs reprises.
Elle connaît un succès international en 2017 avec My Life Is Going On (en), chanson du générique de la série La casa de papel.
En décembre 2019, elle se produit à Casablanca.

## Discographie
- 2018 : My Life Is Going On (en) (single)
- 2020 : Agnus Dei (single)[7]
- 2021 : Grândola Vila Morena (album)
- 2022 : Out In Style (single) avec Celestal[8],[9]

## Filmographie
Sauf indication contraire, les informations mentionnées dans cette section peuvent être confirmées par la base de données cinématographiques IMDb,  présente dans la section « Liens externes ».
- 2010 : Trois Mètres au-dessus du ciel - interprète et parolière de la chanson du générique (Something's Triggered)
- 2015-2019 : Derrière les barreaux (série télévisée) - interprète et parolière de la chanson du générique (Agnus Dei)
- 2017-2021 : La casa de papel (série télévisée) - interprète et parolière de la chanson du générique (My Life Is Going On (en)) ; interprète d'autres titres utilisés ponctuellement ; apparition dans l'épisode La Théorie de l'élégance (partie 5)